# Nobody Hears
«Nobody Hears» es una canción grabada por la banda estadounidense de hardcore punk y crossover thrash Suicidal Tendencies. Fue lanzado como el primer sencillo de su sexto álbum de estudio, The Art of Rebellion de 1992 y se convirtió en su mayor éxito en Estados Unidos en ese momento, alcanzando el puesto 28 en la lista Billboard Mainstream Rock.

## Video musical
El vídeo de Nobody Hears se emitió en diciembre de 1992 y fue dirigido por Samuel Bayer, quien recientemente había dirigido el vídeo de "Smells Like Teen Spirit" de Nirvana. El vídeo es blanco y negro casi en su totalidad y presenta a la banda interpretando la canción.